# Teufelskopfstreitkolben
Der Teufelskopfstreitkolben  ist eine zeremonielle Waffe aus Indien und Persien.

## Beschreibung
Der Teufelskopfstreitkolben ist gerade und im Gesamten aus Eisen. Der Schlagkopf ist als stilisierter Teufelskopf gestaltet. Der Teufelskopf hat meist Ohren, Hörner und Gesichtszüge. Den Streitkolben gibt es in verschiedenen Versionen, die sich durch Gestaltung, Größe und Gewicht unterscheiden. Sie sind oft im Stil des indischen Koftgari-Musters verziert. Diese Streitkolben werden als zeremonielle Waffe in Persien und Indien benutzt.